# Brooklyn (condado de Green Lake, Wisconsin)
Brooklyn es un pueblo ubicado en el condado de Green Lake en el estado estadounidense de Wisconsin. En el Censo de 2010 tenía una población de 1826 habitantes y una densidad poblacional de 15,07 personas por km².

## Geografía
Brooklyn se encuentra ubicado en las coordenadas 43°52′7″N 88°55′45″O / 43.86861, -88.92917. Según la Oficina del Censo de los Estados Unidos, Brooklyn tiene una superficie total de 121.16 km², de la cual 89.36 km² corresponden a tierra firme y (26.25%) 31.8 km² es agua.

## Demografía
Según el censo de 2010, había 1826 personas residiendo en Brooklyn. La densidad de población era de 15,07 hab./km². De los 1826 habitantes, Brooklyn estaba compuesto por el 98.3% blancos, el 0.16% eran afroamericanos, el 0.05% eran amerindios, el 0.38% eran asiáticos, el 0.16% eran isleños del Pacífico, el 0.16% eran de otras razas y el 0.77% pertenecían a dos o más razas. Del total de la población el 0.99% eran hispanos o latinos de cualquier raza.